# Seznam páternosterů v Česku
Seznam oběžných výtahů (páternosterů) v České republice:

### Praha
Praha 1
- Magistrát hlavního města Prahy v budově Nové radnice, Mariánské náměstí 2, Praha 1 (umístěn u vchodu z ulice U Radnice 2/1) - podle informací Deníku Metro by mohl být zpoplatněn[1] (pouze s průvodcem za poplatek)
- Ministerstvo dopravy, GŘ Českých drah, nábřeží Ludvíka Svobody Praha 1
- Ministerstvo pro místní rozvoj, Staroměstské náměstí, Praha 1
- Ministerstvo průmyslu a obchodu, Na Františku, Praha 1
- Ministerstvo průmyslu a obchodu, Politických vězňů, Praha 1
- Ministerstvo zahraničních věcí, Loretánské náměstí, Praha 1 (Černínský palác)
- Ministerstvo zemědělství, Těšnov, Praha 1
- Finanční ředitelství pro Prahu, Finanční úřad pro Prahu 1 – Štěpánská ulice (duben 2017: přístupný, funkční)
- Palác YMCA, Na Poříčí 12, Praha 1
- Úřad městské části Praha 1, Vodičkova 681/18 (bývalá pojišťovna Sekuritas)
- Právnická fakulta Univerzity Karlovy, Náměstí Curieových 7, Praha 1 – Staré Město
- Dům U Nováků, Vodičkova 30 – V Jámě 699/1 (Schodiště č.1), Praha 1 – Staré Město (přístupný veřejnosti)
- Budova Družstevní Asociace České republiky, Těšnov 5, Praha 1 – Nové Město
- Budova Exportní garanční a pojišťovací společnosti, Vodičkova 34/701, Praha 1 (není přístupný veřejnosti)
- Budova Generálního finančního ředitelství (pův. budova Báňské a hutní společnosti), Lazarská 15, Praha 1 – Nové Město (nepřístupný veřejnosti)
- Palác Dunaj (Budova Eurovia), Praha 1, Národní 138/10 (nepřístupný veřejnosti)
- Palác Lucerna v Praze 1 na Novém Městě u vchodu do pasáže ze Štěpánské ulice (sídlo několika firem, přístup chráněn „bzučákem“ - v opravě (1.2025)
- Magistrát hlavního města Prahy v budově Škodova paláce, v ulici Jungmanova 35/29 (není přístupný veřejnosti)
- Komerční banka na Václavském náměstí na Novém Městě v Praze 1 (v této budově jsou dva, oba nepřístupné veřejnosti)

Praha 2
- Ministerstvo práce a sociálních věcí, Na Poříčním právu 1/376, Praha 2
- Městský soud v Praze, Slezská 9, Praha 2
- Budova Českého rozhlasu (nejstarší páternoster v ČR), Vinohradská třída 12 (po opravě od 07/2009 opět v provozu, není přístupný veřejnosti)

Praha 5
- Budova České správy sociálního zabezpečení, Křížová 25, Praha 5 (v budově jsou tři, nepřístupné veřejnosti, ale funkční)
- Budova polikliniky Kartouzská 6, Praha 5 – Smíchov (zlikvidován)

Praha 6
- ČVUT v Dejvicích, Technická 2 a 4, Praha 6 (V monobloku, ve kterém sídlí Fakulta elektrotechnická a Fakulta strojní, jsou tři – 1 FEL, 1 FS a 1 společný uprostřed)
- Ministerstvo obrany, GŠ, Vítězné náměstí 6, Praha 6 (http://paternoster.archii.cz/pn-generalni-stab-acr.html)
- Ministerstvo obrany, budova A, náměstí Svobody 471/4, Praha 6
- Budova polikliniky Pod Marjánkou 12, Praha 6 – Břevnov (zlikvidován)

Praha 7
- Budova bývalých Elektrických podniků, Bubenská ulice, Praha 7 – Holešovice
- Úřad městské části Praha 7, Nábřeží kpt. Jaroše, Praha 7 – Holešovice

### Středočeský kraj
- Kancelářská budova KAUČUK, a.s., Kralupy nad Vltavou
- Budova SOUs Škoda Auto Mladá Boleslav (v provozu, běžné veřejnosti nepřístupný)

### Plzeňský kraj
- Budova Magistrátu města Plzně, Škroupova

### Ústecký kraj
- Kancelářská budova Spolku pro chemickou a hutní výrobu (Spolchemie), Ústí nad Labem
- Budova bývalých Báňských staveb, Most, třída Budovatelů
- Administrativní budova Unipetrolu v Litvínově-Záluží (v provozu, běžné veřejnosti nepřístupný)

### Liberecký kraj
- Budova sídla Libereckého kraje v Liberci společně s páternosterem v budově Zlínského krajského úřadu nejvyšší páternoster v České republice (oba mají 16 pater)
- Budova bývalého podniku Skloexport, a.s., v Liberci (v současné době[kdy?] je budova uzavřena)
- Budova magistrátu v Jablonci nad Nisou, Mírové náměstí
- Budova bývalého podniku Jablonex v Jablonci nad Nisou, Palackého 41

### Královéhradecký kraj
- Budova bývalého ředitelství státních drah v Hradci Králové (sídlo krajské policie na Ulrichově náměstí; v každém ze dvou  křídel jeden)
- Budova Polikliniky II na Slezském Předměstí v Hradci Králové

### Jihomoravský kraj
- Budova magistrátu města Brna, Malinovského náměstí
- Fakulta strojního inženýrství Vysokého učení technického v Brně
- Budova nádražní pošty v Brně (od roku 2023 pošta zrušena, budova uzavřena)
- EGSTON Znojmo

### Moravskoslezský kraj
- Magistrát města Ostravy na Prokešově náměstí v Ostravě Volně přístupné veřejnosti, po vstupu do budovy zahnout doprava, výtah je na konci chodby
- Budova ABC Alfa, Prokešovo náměstí 6, Ostrava; Asental Business Center s.r.o., (Původně budova Ředitelství severní dráhy Ferdinandovy, později Ředitelství OKD)
- Budova ředitelství Liberty, Ostrava-Kunčice
- Budova bývalého podniku Vítkovické stavby, a.s., Ostrava-Vítkovice
- Budova ředitelství Válcoven plechu (dnes Go Steel) ve Sviadnově

### Zlínský kraj
- Budova Zlínského krajského úřadu ve Zlíně (správní budova č. 21) – společně s páternosterem v budově Libereckého krajského úřadu nejvyšší páternoster v České republice (oba mají 16 pater)
- Budova Centroprojektu ve Zlíně
- Budova firmy Continental Barum spol. s r.o., Otrokovice
- Budova Okresní správy sociálního zabezpečení ve Zlíně (nefunkční/zlikvidován)
- Budova č. 63 v areálu Svit ve Zlíně (zlikvidován)